# Verlorene Liebesmüh

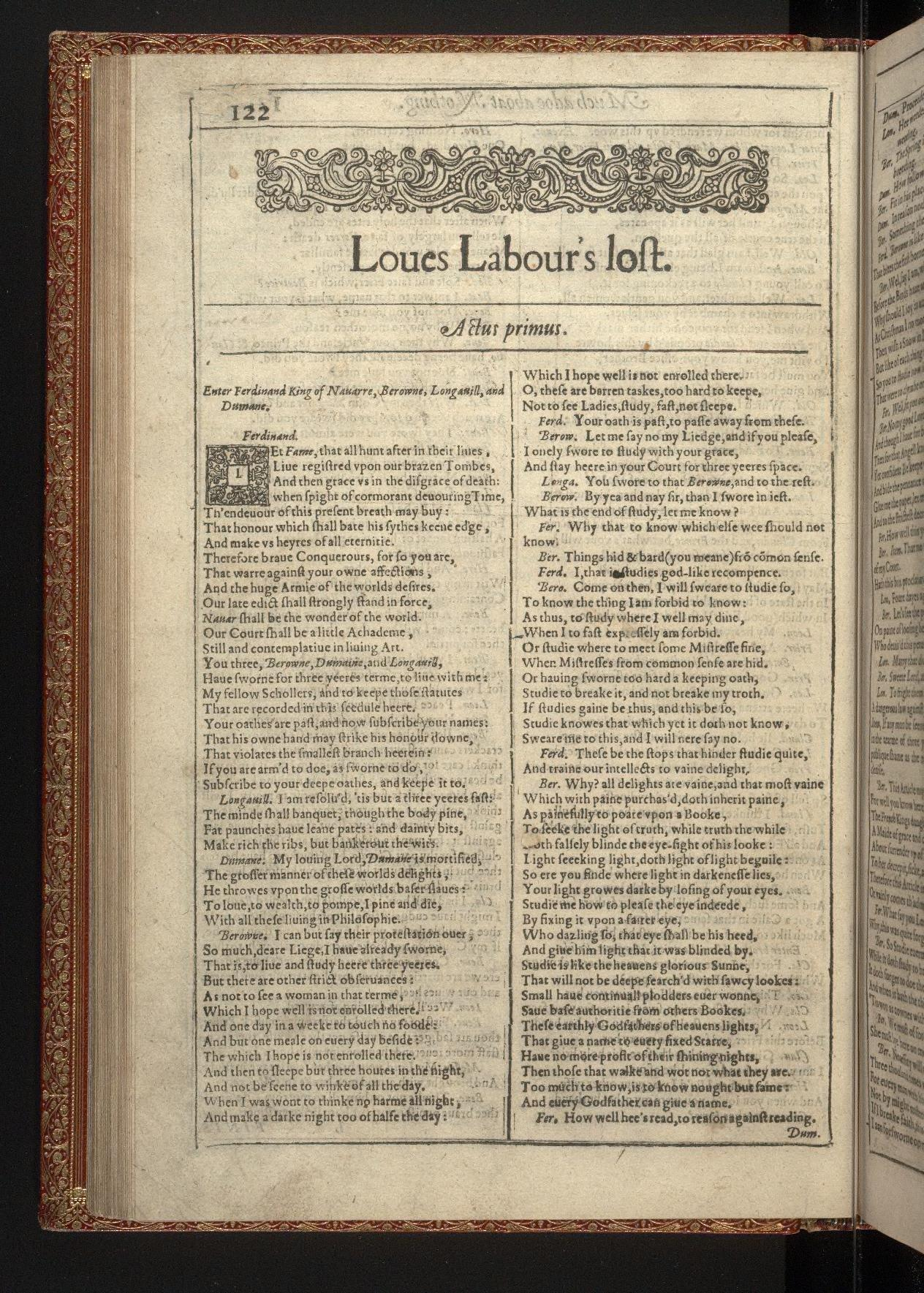
Love’s Labour’s Lost in der Folio-Ausgabe von 1623

Verlorene Liebesmüh (engl. Love’s Labour’s Lost) ist eine Komödie von William Shakespeare. Das Werk handelt von König Ferdinand von Navarra und seinen drei Gefährten, die eine „Akademie im Kleinen“ gründen wollen und daher schwören, für drei Jahre zu fasten, auf die Gesellschaft von Frauen zu verzichten und sich dem Studium der Philosophie hinzugeben. Das Vorhaben wird allerdings durch die Ankunft der Tochter des Königs von Frankreich und ihren drei Gefährtinnen durchkreuzt. Das Stück endet – ungewöhnlich für eine Komödie – mit dem Tod des Vaters der Prinzessin und der Verschiebung aller Hochzeiten um ein Jahr. Es wird angenommen, dass Shakespeare das Werk ca. 1594/95 geschrieben hat. Auch wenn es keine offenkundigen Quellen für die Handlung gibt, sind die vier Hauptfiguren an historische Personen angelehnt.  Das Werk wurde erstmals als Quarto 1598 veröffentlicht, das Titelblatt legt aber nahe, dass es sich um eine Überarbeitung einer früheren Version handelt. Eine Aufführung am Hof vor Königin Elisabeth I. ist für das Jahr 1597 bezeugt. Zu der Zeit seiner Entstehung war das Werk für kurze Zeit beliebt, verschwand dann aber bald völlig aus den Spielplänen. Erst im 19. Jahrhundert wurde es wieder aufgeführt und in der jüngeren Vergangenheit öfter auf die Bühne gebracht. Kenneth Branaghs Filmversion Verlorene Liebesmüh’ ist eine wenig bekannte Adaption.

## Handlung

### Akt I
[Szene 1] König Ferdinand von Navarra beschließt eine neue Ordnung für seinen Hof. Zusammen mit seinen Lords Berowne, Dumain und Longaville unterschreibt er einen Vertrag, der sie verpflichtet, für drei Jahre enthaltsam zu studieren, auf Schlaf, die Gesellschaft von Frauen und übermäßiges Essen zu verzichten. Berowne stellt zunächst die strengen Regeln für die „Akademie im Kleinen“ in Frage, schließt sich aber den Freunden an. Die neue Ordnung gilt auch für die Untergebenen des Königs. Auf Anzeige des Höflings Don Armado wird der Bauer Costard in einer Gerichtsverhandlung vom König zu einer Woche Gefängnis verurteilt, weil er verbotenerweise die Gesellschaft der Magd Jaquenetta gesucht hat.
[Szene 2] Don Armado gesteht in einem umständlichen Streitgespräch seinem Knappen Moth seine Liebe zu Jaquenetta und macht ihr einen ungeschickten Liebesantrag.

### Akt II
[Szene 1] Die Prinzessin von Frankreich kommt in Begleitung ihrer Hofdamen Maria, Rosaline und Katharine sowie des Lord Boyet an den Hof von Navarra. Stellvertretend für ihren kranken Vater verhandelt sie ausstehende Darlehenszahlungen. Während der Verhandlungen befragen Ferdinands „Fellow Students“ Lord Boyet über die mitgereisten Begleiterinnen der Prinzessin. Berowne interessiert sich für Rosaline, Dumain für Katherine und Longaville für Maria.

### Akt III
[Szene 1] Don Armado hat einen Liebesbrief an Jaquenetta verfasst und übergibt ihn dem gefangenen Costard, der zur Entlohnung freigelassen wird. Gerade als Costard den Kerker verlässt, wird er von Berowne angehalten und beauftragt, gegen einen Obolus einen Liebesbrief für Rosaline zu überbringen. Im Anschluss an die Szene spricht Berowne seinen Monolog „And I, forsooth, in love!“.

### Akt IV
[Szene 1] Die Prinzessin geht mit ihrem Gefolge auf die Hirschjagd. Costard übergibt bei dieser Gelegenheit die Liebesbriefe an die falschen Adressaten. Den für Jaquenetta gedachten Brief Don Armados überreicht er der Prinzessin. Im Anschluss an die falsche Zustellung liefern sich Costard, Boyet, Maria und Rosaline ein derbes Wortgefecht.
[Szene 2] Zu Beginn der zweiten Szene kommentieren Nathaniel, Holofernes und Dull die Geschehnisse bei der Hirschjagd. Costard stellt auch den zweiten Brief falsch zu. Er gibt Jaquenetta den Brief Berownes, der für Rosaline gedacht ist. Jaquenetta bringt den ihr zugestellten Brief zum Vorlesen dem Schulmeister Holofernes und dem Pfarrer Nathaniel. Diese bemerken den Fehler und Holofernes befiehlt Jaquenetta, den Brief in die Hände des Königs zu geben, da er ein Zeugnis dafür ist, dass Lord Berowne seinen Eid gebrochen hat.
[Szene 3] In der sog. Sonette-Leseszene entdecken König Ferdinand und seine Mitstreiter nacheinander, dass jeder von ihnen eidbrüchig geworden ist. Zuerst belauscht Berowne den König beim Verlesen seines Liebesgedichtes an die Prinzessin, dann belauschen beide (ohne dass der König von Berowne weiß) Lord Longaville beim Verlesen seines Sonettes. Schließlich beobachten diese drei, wie Dumaine sein Gedicht verliest. Zuerst stellt Longaville Dumaine zur Rede, dann der König diese beiden und schließlich tritt Berowne auf und klagt den König und die Lords an. An dieser Stelle erscheinen Costard und Jaquenetta mit Berownes Brief. Als der König befiehlt, diesen zu verlesen, sind alle vier entlarvt. Berowne hält eine Rede („From womens eyes these doctrine I derive…“) und überzeugt seine Freunde, offen um die Prinzessin und die Ladies zu werben.

### Akt V
[Szene 1] Holofernes, Nathaniel und Wachtmeister Dull treten auf, dann folgen Armado, Moth und Costard. Sie planen gemeinsam die Aufführung des Stückes: „The Nine Worthies“.
[Szene 2] Die Prinzessin und ihre Begleiterinnen sitzen beieinander und unterhalten sich ausgelassen über die Geschenke, die sie von ihren Verehrern erhalten haben. Sie planen, bei dem anstehenden Zusammentreffen die Masken und Liebespfänder zu vertauschen, um die Lords in die Irre zu führen und sie so zu verspotten. Die maskierten Frauen treffen auf die als Moskoviter verkleideten Lords, die jeweils um die falsche Dame werben, da sie sich nicht an den Personen, sondern an den Liebespfändern orientieren. Nach dem Auftritt der Masken beraten sich die Frauen mit Boyet. Dann treffen sich alle ohne Verkleidung und der König und seine Freunde müssen eingestehen, von den Frauen an der Nase herumgeführt worden zu sein. Bei dem Auftritt der „Nine Worthies“ verspotten die Männer die Schauspieler, die vergebens um die Gunst des Publikums werben. Mercade, der königliche Bote tritt auf, unterbricht die Festlichkeiten und überbringt die Nachricht vom Tod des französischen Königs. Die Festgesellschaft ist sehr betroffen, („The scene begins to cloud.“) der König grüßt die Prinzessin mit ihrem neuen Titel („How fares your Majesty?“) und diese beschließt sofort abzureisen. Vor ihrer Abreise nehmen die Frauen ihren Liebhabern das Versprechen ab, ein Jahr und einen Tag Trauerzeit zu warten und dann erneut und diesmal ernsthaft um die Geliebten zu werben. Zum Ausklang wird das Lied von Winter und Sommer dargebracht und das Stück schließt mit der Trennung der Paare: „You that way, we this way.“

## Vorlagen und kulturelle Bezüge
Love’s Labour’s Lost zählt zu den wenigen Shakespearestücken, für die sich keine unmittelbaren literarischen Vorlagen oder Quellen nachweisen lassen bzw. bekannt sind. Eine Sonderstellung in den Bühnenwerken Shakespeares nimmt diese Komödie auch durch ihre außergewöhnlich große Anzahl von Anspielungen auf aktuelle Ereignisse und Zeitströmungen ein. Wenngleich aus heutiger Sicht nicht mehr alle Bezüge zweifelsfrei geklärt werden können, gilt es als sehr wahrscheinlich, dass sich Shakespeare bei der Konstruktion des einfachen Plot auf Personen und Begebenheiten der Zeitgeschichte berufen hat. Das in den Pyrenäen im Grenzbereich zwischen Frankreich und Spanien gelegene Königreich Navarra stand unter der Herrschaft von Henri de Navarre, dem späteren französischen König Henri IV. Der ursprünglich protestantische Henri de Navarre heiratete 1572 die katholisch erzogene französische Prinzessin Margarete von Valois. Der königliche Hof von Navarra empfing häufiger Delegationen aus Paris als Gäste; die in der Komödie auftretenden Herzöge von Biron, Longueville (d. h. Longaville) und Mayenne (d. h. Dumain) existierten zwar als reale historische Personen, teilen allerdings mit den Figuren von Love’s Labour’s Lost nur den Namen.
In der Gestaltung der Nebenfiguren sind teilweise Anlehnungen an verschiedene zum Standardrepertoire der italienischen Stegreifkomödie gehörende Typen erkennbar, so insbesondere bei dem Angeber Don Armado und dem Pedanten Holofernes.
Henri de Navarre hatte sich nicht nur durch seine Rückkehr zum katholischen Glauben als Verräter an der protestantischen Sache wortbrüchig gemacht, sondern war, wie andere italienische und französische Fürsten, als Begründer einer musisch-philosophischen Akademie hervorgetreten. In Pierre de La Primaudayes L’Académie française, die 1586 ins Englische übersetzt wurde, finden sich Informationen über solche aristokratisch gelehrte Institutionen. In Shakespeares Komödie werden ähnlich weite Horizonte höfischer Kultur und platonischer Philosophie thematisiert und mit intellektuellem Witz sowie poetischem Gusto bis in ihre abstrusen Finessen oder hermetischen Abgründe hinein ausgelotet.
Ob die Ironisierung dieser Bestrebungen in Shakespeares Stück sich zugleich gegen eine «school of night» (IV,iii, 251 in traditioneller Lesart) um Sir Walter Raleigh und George Chapman, den Dichterrivalen Shakespeares, richtete, kann nur spekulativ beantwortet werden. Ebenso wenig lässt sich eindeutig klären, ob mit den Nebenfiguren Mote und Holofernes Anspielungen auf Thomas Nashe und dessen Gegenspieler Gabriel Harvey beabsichtigt waren. Solche Bezüge waren möglicherweise für das aristokratische Premierenpublikum oder die Hofgesellschaft bei der Aufführung vor Elisabeth I. zu Weihnachten 1596 oder 1597 offenkundig. Für heutige Rezipienten ist über den aktuellen Anlass hinaus jedoch die grundsätzliche, unverhohlen satirische Kritik zu erschließen an eitler Pedanterie, dünkelhafter Affektiertheit und überzogenen idealistischen Verklärungen ebenso wie die spielerische Leichtfertigkeit, mit der sie dargeboten wird.

## Sprachlich-stilistische und dramaturgische Gestaltung
Love’s Labour’s Lost gilt laut Manfred Pfister als Shakespeares «literarischste» und gleichermaßen «musikalischste» Komödie; sprachliche Glanzstücke ebenso wie sprachliche Fehlleistungen der Figuren in der Komödie dienen der Unterhaltung des Publikums. In keinem seiner anderen Stücke hat Sprache eine gleichermaßen übergeordnete Bedeutung für die Charakterisierung der Personen und Figurengruppen in der Bühnengesellschaft wie in diesem Schauspiel. Dabei zeigt sich eine Neigung Shakespeares zum Ausprobieren von Extremen, wie sie auch in anderen Bühnenwerken des jungen Dramatikers festzustellen ist. Die Bühnensprache dient nicht nur der Charakterisierung der dramatischen Personen, sondern wird zugleich zur gegenseitigen Kommentierung der Figuren im Hinblick auf eine thematische Vielstimmigkeit genutzt und so zu einem wesentlichen Bestandteil des komischen Geschehens gemacht.
Die Bandbreite der sprachlichen Darbietungen ist bunt und weit. Der Dialog wird teils in Prosa, teils im Blankvers sowie in gereimten Fünfhebern gestaltet und zeigt sowohl rhetorische Solopassagen als auch schnelle verbale Schlagabtausche in verschiedenen Rededuellen. Der abwechslungsreiche fortlaufende Dialog enthält außerdem Einbettungen von sprachlichen Produktionen als kürzere oder längere Einlagen, wie etwa Briefe, die laut vorgelesen und kommentiert werden, oder Lieder vom einfachen Kinderlied bis zu dem eindrucksvollen Frühlings- und Winterlied am Schluss des Stückes. Zudem finden sich vor allem Gedichte, erneut von anspruchsloser Reimerei bis zu äußerst komplexer Lyrik. Längere Einfügungen, vor allem der Auftritt der «Nine Worthies» (oder «Neun Helden»), werden in diesem Zusammenhang ebenso selbstverständlich als eine Art des „Spiels im Spiel“ dargeboten.
Der Plan und das Gelübde König Ferdinands und seiner aristokratischen Hofgesellschaft, sich in ihrer platonischen Akademie ausschließlich den philosophischen Studien zu widmen und fortan ein gänzlich asketisches Leben anzustreben (I.i), wird durch die künstlich gestelzte, rhetorisch hochgestochene Diktion bereits zu Beginn als unnatürliche Pose oder Haltung entlarvt, die mit dem Eintreffen der Prinzessin und ihrer Begleiterinnen auseinanderzufallen beginnt. Als verliebte Freier greifen die männlichen Mitglieder der aristokratischen Oberschicht zu einer schwärmerischen, petrarkistischen Ausdrucksweise, die sich von Liebessonnetten und Kanzonen schließlich bis hin zu deren Übersteigerung als Persiflage ausdehnt.
Die adeligen Frauengestalten repräsentieren dagegen mit der Kultivierung ihrer Natürlichkeit in Verbindung mit ihrem ungekünstelten Witz eine Ausgewogenheit zwischen Natur und Geist, die ihre Verehrer in ihrer Liebeswerbung vermissen lassen. Obwohl die Damen auch schlagfertig oder witzig sein können, reden sie weniger oder vernünftiger und lassen sich weniger ausgiebig auf Sprachspielereien ein. Auf diese Weise zeigen sie eine in deutlich geringerem Maße verstiegene Einstellung zur Realität im Gegensatz zu ihren verliebten Freiern, die mit opulentem Zeugnissen ihrer sprachlichen Fähigkeiten und Wendungen, mithin ihres wits, um ihre Angebeteten zu werben versuchen. Die Frauengestalten ähneln hier den späteren Komödienheldinnen Shakespeares, etwa in As You like it und Twelfth Night. Darüber hinaus werden das Verhalten und die sprachlichen Verwirrungen der aristokratischen Höflinge mehr oder weniger durchgehend durch die Nebenfiguren karikiert, die Shakespeare den Typen der Commedia dell’arte entlehnt hat.
So wird insbesondere der im Mittelpunkt stehende Kontext der sprachlichen Extravaganzen und Perversionen neben der euphuistischen Rhetorik und den überschwänglichen Lyrizismen selbst der adeligen Frauengestalten in verschiedenen Passagen vor allem erweitert und zugleich desavouiert durch den bombastischen wie auch grotesken, mit Fremdwörter gespickten Redeschwulst des Prahlhanses Armado in seiner Werbung um das Bauernmädchen Jaquenetta oder die absurde sprachliche Pedanterie und die geschraubten Latinismen des Dorfschulmeisters Holofernes oder des Dorfpfarrers Nathaniel sowie durch die in schon nahezu rührseliger Weise dargestellten sprachlichen Unzulänglichkeiten der Äußerungen Costards und darüber hinaus durch das völlige Sprachversagen des einfältigen Dorfbüttels Dull.
Die Kontrastierung der verschiedenen Stil- und Sprachebenen betont zugleich die sozialen Rangunterschiede zwischen den verschiedenen Gruppierungen in der Bühnengesellschaft wie auch die Stellung der einzelnen Figuren innerhalb ihrer jeweiligen sozialen Gruppe. Nur die Angehörigen der oberen Schichten in dem Figurenensemble verfügen über eine vollständige Beherrschung der Sprache und ihrer Finessen oder vielfältigen Spielarten, während die übrigen Mitglieder der Bühnengesellschaft mit ihren sprachlichen Defiziten gelegentlich oder regelmäßig der Lächerlichkeit preisgegeben werden. Innerhalb der Gruppen findet zudem eine Einstufung nach dem jeweiligen Sprachvermögen etwa im Hinblick auf die witzigsten Pointen oder die kompliziertesten Wortspiele statt. So hebt sich bei den männlichen Gestalten nicht so sehr der König selber, sondern Berowne als Hauptredner und damit Hauptperson hervor.
Eine besondere Rolle in dieser thematischen Fokussierung auf das Sprachliche spielt der Spötter Biron, der bereits zu Beginn durch seine einsichtigere oder bewusstere und kritische Haltung sowie durch seine größere sprachliche Flexibilität aus dem Kreis der übrigen Bühnenfiguren herausragt. Er ist derjenige, der den Bruch des akademischen Gelübdes in einer sprachlich gewandten Ansprache mit metaphorischen Vergleichen und Analogien rechtfertigt, indem er kühn die Liebe zur eigentlichen Akademie und die Augen der Geliebten zum eigentlichen philosophischen Textbuch erklärt (IV,iii). Er bekennt schließlich die Bekehrung zu einem natürlichen, nicht länger affektierten Bezug zwischen der Sprache und der Wirklichkeit in einer feierlichen Absage an die künstlichen Phrasen und die seidene, hohle Redekunst (V,ii). Allerdings wird durch die elaborierte sprachliche Form seiner Begründung diese Abkehr von dem vorherigen Gelübde als solche wiederum durch seine eigene Redeweise unterlaufen und damit Teil der ironischen Selbstimmunisierung der Diskurse der Bühnenfiguren, die diese Komödie Shakespeares in ganz spezifischer Weise kennzeichnet.
Der auf Künstlichkeit beruhende Reiz der sprachlichen Gestaltung findet seine Entsprechung in der choreografisch ausgewogenen Symmetrie der Personengruppierungen und der künstlichen Stilisierung der Dialogtechnik. Diese Stilmittel lassen Anklänge an die Komödien John Lylys erkennen, von deren übersteigerter ästhetischer Sprachkunst und Dramaturgie Shakespeare sich hier jedoch parodistisch deutlich erkennbar distanziert.
Auffällig ist in der Strukturierung der Personengruppierungen und der eher lockeren Reihung der Gruppengespräche mit ihren mannigfaltigen Vers- und Strophenform eine strukturelle Dreizahl, etwa in der dreifach potenzierten Belauschungsszene (IV,iii), in der der Triumph natürlicher Instinkte über affektierte Anmaßungen des Geistes theatralisch sinnfällig aufgezeigt wird. Shakespeare übertreibt hier ein weiteres Mal in verspielter, parodistischer Form eine Konvention der elisabethanischen Komödie.
Ebenso nimmt die letzte Szene eine überraschende, augenscheinlich unkonventionelle Wendung an: Im Anschluss an die Botschaft vom Tode des französischen Königs bereitet nach der Verwicklung in eine zwischengeschlechtliche Verwechslungskomödie der Liebenden in den Maskenaufzügen der Höflinge im fünften Akt vor allem die von den Bürgern Navarras präsentierte, komisch-unzulängliche Aufführung der «Neun Helden», die bereits auf das Handwerkerspiel im Midsummer Night’s Dream vorausdeutet, mit ihrer Wendung hin zu einer unkomödienhaften Realität auf einen für damalige Lustspiele einzigartigen Abschluss vor: Es gibt kein übliches glückliches Ende; die Werbung Ferdinands und seiner Höfling hat erst dann Aussicht auf Erfolg, wenn sie nach Ablauf einens Jahres ihre Rückkehr zur Wirklichkeit und zu einem unaffektierten Verhalten unter Beweis gestellt haben. Der Aufschub des glücklichen Ausgangs und ebenso die Lieder vom Frühling und Winter, die nochmals die unnatürliche Eitelkeit mit dem Rhythmus der Natur im jahreszeitlichen Kreislauf kontrastieren, stellen abschließend ein weiteres Mal die Ernsthaftigkeit der Thematik des Stückes im Hinblick auf das Verhältnis von Natur und Geist oder verfeinerter Natürlichkeit und affektierter Sprache heraus, das Shakespeare in dieser Komödie in spielerisch-leichter Form darbietet.

## Text und Datierung

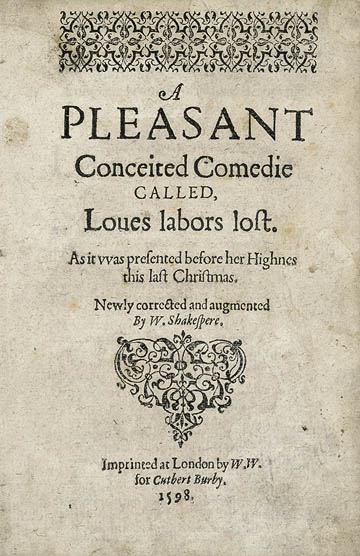
Titelblatt der ersten Quarto aus dem Jahre 1598.

Als erste frühe Druckausgabe ist ein Einzeldruck erhalten als Quarto-Ausgabe aus dem Jahre 1598, gedruckt von W[illiam] W[hite] für Cuthbert Burby. Die Titelseite beschreibt diese Quarto-Fassung als ‘A | PLEASANT | Conceited Comedie | CALLED, |Loues labors lost. | As it was preSented before her Highness | this last Christmas. | Newly corrected and augmented | By W. ShakeSpere.’. Ein vorheriger Eintrag der Druckrechte und Druckanmeldung im Stationers’ Register liegt allerdings nicht vor. Da Burby im darauf folgenden Jahr das sogenannte „good quarto“ von Romeo and Juliet als zweite Quarto-Ausgabe (Q2) mit dem wortgleichen Hinweis auf einen verbesserten und erweiterten Neuadruck veröffentlichte, wurde von zahlreichen Shakespeare-Forschern vermutet, dass vor dem überlieferten Erstdruck von Love’s Labour’s Lost ähnlich wie bei dem Q2-Druck von Romeo and Juliet zuvor eine verloren gegangene sogenannte „schlechte“ Ausgabe als erste Druckfassung existierte. Diese Möglichkeit wird in der jüngeren Diskussion zwar nicht grundsätzlich ausgeschlossen; denkbar ist jedoch ebenso die Annahme, dass die Angabe auf der Titelseite nur eine Übertreibung Burbys darstellt. So halten es beispielsweise die Herausgeber der Oxford-Edition aufgrund verschiedener Anzeichen im Drucktext für wahrscheinlicher, dass die Quarto-Ausgabe von 1598 ein bloßer Nachdruck einer nicht mehr erhaltenen ersten Druckausgabe aus dem gleichen Jahr ist, der eine Rohfassung von Shakespeares eigenhändigem Manuskript (sogenanntes „foul paper“) zugrunde lag.
Neben dem anpreisenden Hinweis auf eine Aufführung vor Königin Elisabeth enthält das Titelblatt des überlieferten Quarto-Drucks von 1598 erstmals bei einem Theaterstück eine Benennung Shakespeares als Verfasser. Der Text der Folioausgabe von 1623 stellt demgegenüber eine nur geringfügig redigierte Fassung des Quarto-Drucks dar und hat ebenso wie der zweite Quarto-Druck von 1631 als Nachdruck keine eigene Textautorität. Maßgeblich für die Textüberlieferung und heutige Editionen ist daher nur die Quarto-Ausgabe von 1598.
Der Text als solcher stellt die modernen Herausgeber allerdings vor teilweise größere Herausforderungen durch die Konfrontation mit einer ungewöhnlich großen Anzahl von Fehlern und Problemstellen: So finden sich in diesem überlieferten Erstdruck eine Fülle von Druckfehlern aller Art, Sätze ohne Sinn sowie offensichtliche falsche Zuordnungen von Textpassagen an die Sprecher. Auffällig sind vor allem mehrere Stellen, in denen ganze Passagen in zwei Versionen, einer kürzeren, offenbar früheren und einer erweiterten, wahrscheinlich späteren Fassung nebeneinander im Text stehen.
Viele dieser Fehler sind mit relativ großer Sicherheit auf fehlende Sorgfalt und Erfahrung in der Druckerwerkstatt zurückzuführen; es existieren allerdings auch Unstimmigkeiten, die vermutlich mit der Beschaffenheit der handschriftlichen Druckvorlage zusammenhängen. Auf dem Hintergrund der unterschiedlichen Erklärungshypothesen für diese Unstimmigkeiten gilt beim gegenwärtigen Stand der Diskussion die Annahme als am wahrscheinlichsten, dass der Setzer Manuskripte des Autors als Druckvorlage verwendete, die nur schwer lesbar waren und in denen Änderungen oder Streichungen nicht immer klar gekennzeichnet oder erkennbar waren.
Als Entstehungsjahr wird in der Shakespeare-Forschung üblicherweise der Zeitraum zwischen 1594 und 1595 angesetzt. Der spätestmögliche Zeitpunkt der Fertigstellung des Werkes (Terminus ante quem) ist neben dem Quarto-Druck von 1598 ebenso durch die ausdrückliche Erwähnung des Stückes in der im gleichen Jahr erschienenen Werkübersicht Paladis Tamia von Francis Meres historisch eindeutig dokumentiert. Der Verweis auf dem Titelblatt des Quarto-Drucks auf eine vorangegangene Hofaufführung „this last Christmas“ bezieht sich also entweder auf das Weihnachtsfest 1597/98 oder aber bereits 1596/97; das Werk muss dementsprechend bereits vorher verfasst worden sein. Eine Reihe weiterer bibliografischer Hinweise sowie vor allem die lyrischen Anklänge an die epischen Versdichtungen Venus and Adonis und The Rape of Lucrece, beide um 1592/93 entstanden, und ebenso die stilistische und dramaturgische Nähe in der virtuosen rhetorischen Sprachgestaltung zu Bühnenwerken wie Romeo and Juliet und A Midsummer Night’s Dream, beide höchstwahrscheinlich um 1595/1596 verfasst, legen aus Sicht des überwiegenden Teils der Shakespeare-Forscher und Gelehrten eine frühe Datierung der Entstehungszeit von Love’s Labour’s Lost auf den Zeitraum zwischen den Jahren 1594 und 1595 nahe.

## Rezeptionsgeschichte
Nach dem Erscheinen von Love’s Labour’s Lost zählte diese Komödie laut Ulrich Suerbaum zu den eher modernen oder modischen Stücken ihrer Zeit. Sie fügte sich Suerbaum zufolge ein in eine Epoche, in der die Gelehrten und gebildeten Schichten im damaligen England von den zahlreichen Möglichkeiten des Englischen, das bislang als Vulgärsprache gegenüber dem Lateinischen als der klassischen Sprache der Kunst oder Wissenschaft gegolten hatte, begeistert oder fasziniert waren und großes Interesse daran zeigten, die sich bietenden neuen geistreichen oder witzigen Gestaltungsmöglichkeiten der englischen Sprache zu erproben.
Zu den frühesten bekannten Bewunderern dieses Stückes zählte wahrscheinlich George Chapman, der in seinen ersten beiden Komödien The Blind Beggar of Alexandria (1596) und An Humorous Day's Mirth (1597) seine Kenntnis und positive Würdigung des Werkes an verschiedenen Stellen zeigte.
Soweit dies aus den nur unvollständig dokumentierten Überlieferungen ersichtlich ist und ebenso durch den Druck einer weiteren Quartoausgabe im Jahre 1631 untermauert wird, kann davon ausgegangen werden, dass diese frühe Komödie auch nach Shakespeares Tod noch einige Zeit erfolgreich blieb, insbesondere bei dem Theaterpublikum aus den aristokratischen oder gehobenen Schichten. Bis zum Zeitalter Jakob I. wurde Love’s Labour’s Lost beispielsweise 1604 aufgrund seines «wytt & mirthe», d. h. seines Esprits und seiner Heiterkeit, als das geeignetste Schauspiel für eine Aufführung vor Königin Anne ausgewählt.
Als in außergewöhnlichem Maße zeitbezogenes Stück, das von Anne Barton, der renommierten Herausgeberin des Riverside Shakespeare, als das wohl elisabethanischste aller Shakespeareschen Schauspiele gesehen wurde, fand die Komödie in späteren Epochen jedoch, sofern überhaupt, nur noch mit Einschränkungen und zumeist größeren Verständnisproblemen wenig Resonanz beim Lese- oder Theaterpublikum.
Während die kultivierteren Zeitgenossen Shakespeares die witzigen Einfälle als conceits genossen, wurden sie ab der Restaurationszeit von nachfolgenden Generationen einzig als alberne Späße begriffen. Typische Pointen wurden nicht mehr ohne zusätzliche Erläuterungen verstanden oder ohne Irritationen aufgenommen; Shakespeares sprachliche Kunstfertigkeit konnte nicht mehr ohne Weiteres als geistreiche oder humorvolle Unterhaltung genossen werden. Nicht zuletzt aus diesem Grund wurde das Stück lange Zeit von den Theatermachern oder Kritikern vernachlässigt und geriet über 200 Jahre lang nahezu in Vergessenheit.
So stieß das Stück auch im 18. Jahrhundert auf wenig Gegenliebe. Dem Zeitgeist folgend, befand beispielsweise 1710 der Schriftsteller, Dichter und Kritiker Charles Gildon, Love’s Labour’s Lost gehöre zu den schlechtesten Shakespeare-Stücken, womöglich sei es sogar das allerschlechteste. Ähnlich fiel am Ende dieses Jahrhunderts das Urteil des Schauspielers, Dramatikers und Kritikers Francis Gentleman aus, der die Komödie in seiner 1770 erschienenen Essaysammlung The Dramatic Censor, or Critical Companion als eine der schwächsten künstlerischen Shakespeares („one of Shakespeare’s weakest compositions“) bezeichnete.
Der zu seiner Zeit äußerst einflussreiche Gelehrte, Schriftsteller und Kritiker Samuel Johnson kritisierte trotz seiner insgesamt in bestimmter Hinsicht durchaus positiven Sicht des Werkes unter Verweis auf Alexander Popes Einschätzung aufs Schärfste die eines Shakespeare nicht würdige Sprachgestaltung in Love’s Labour’s Lost, die er als „mean, childish and vulgar“ (dt. in etwa: „ärmlich, kindisch und vulgär“) bezeichnete und deren Wortspiele er wenig zu schätzen wusste. Damit brachte er jedoch zugleich die grundsätzlichen zeitgenössischen Bedenken gegen das Stück pointiert zum Ausdruck und markierte den vorläufigen Höhepunkt einer kritischen Sichtweise der Komödie, die sich zunehmend ausgeweitet hatte seit John Drydens Essay on Poesy (1668), in dem er von Shakespeares „comic wit degenerating in clenches“ sprach (dt. in etwa: „komischer Witz, der in seinen Zusammenpressungen oder Verklammerungen degeneriert“).
Bis in das 20. Jahrhundert hinein wurde dieser negativen Einschätzung in der Literaturwissenschaft oder Literaturkritik im Allgemeinen kaum widersprochen, obwohl englische Romantiker wie William Hazlitt und Samuel Taylor Coleridge und insbesondere auch der deutsche Übersetzer und Kritiker August Wilhelm Schlegel oder Shakespeare-Gelehrte wie Hermann Ulrici und Historiker wie Georg Gottfried Gervinus durchaus die besonderen Stärken des Stückes immer wieder rühmten.
Dieses Schattendasein, das Love’s Labour’s Lost fast 200 Jahre lang innerhalb des Shakespeare-Kanons führte, änderte sich in der englischen Theaterwelt erst seit dem viktorianischen Zeitalter. Den Wendepunkt in der Rezeptionsgeschichte des Werkes leitete 1878 die Abhandlung des viktorianischen Essayisten und Dichters Walter Pater über die Shakespearesche Komödie ein; in der Folgezeit wurde 1927 der besondere Reiz der poetischen Sprache und der dramatischen Struktur von Love’s Labour’s Lost auch von dem bekannten Dramatiker, Kritiker und Regisseur Harley Granville-Barker wiederentdeckt. Der durch die viktorianische Literaturkritik initiierte Paradigmenwechsel in der Einschätzung dieser frühen Komödie Shakespeares spiegelt sich gleichermaßen in der überaus positiven Sichtweise des Werkes bei Algernon Charles Swinburne. Nach sporadischen Wiederaufführungen in teilweise adaptierter Form folgte 1932 und schließlich 1936 im Old Vic eine erfolgreiche, werkgetreue Wiederaufführung der Komödie unter der Regie des jungen Tyrone Guthrie.
Im deutschsprachigen Raum hatten bereits Goethe und sein Freundeskreis in Straßburg mit Johann Gottfried Herder, Johann Heinrich Jung-Stilling und Jakob Michael Reinhold Lenz die Vorzüge dieses Shakespeareschen Schauspiels wiederentdeckt, was u. a. seinen Niederschlag in der Lenzschen Übersetzung von Love’s Labour’s Lost aus dem Jahre 1774 fand. Auch in dem in den 1940er Jahren entstandenen Roman Doktor Faustus von Thomas Mann wird die Bedeutsamkeit von Verlorene Liebesmüh im Kontext der Auseinandersetzung mit der dialektischen Polarität zwischen «Bildung» und «Barbarei» im 24. Kapitel erneut anerkannt.
Die zuvor als problematisch angesehene Spielbarkeit des Werkes wurde im 20. Jahrhundert gleichermaßen durch eine Reihe von neuen Aufführungen anerkannter Regisseure wie etwa Tyrone Guthrie (1936), Peter Brook (1946), Peter Hall (1953 und 1956), John Barton (1965) oder Terry Hands nachhaltig auf der Bühne demonstriert. Auch in der gegenwärtigen Literaturwissenschaft und Literaturkritik, die sich in jüngerer Zeit verstärkt auf die Analyse sprachlicher oder linguistischer Phänomene konzentriert, hat diese frühe Komödie Shakespeares auf dem Hintergrund einer mittlerweile genaueren Erforschung der elisabethanischen Sprache sowie der mit ihr verbundenen sprachlichen Kunstfähigkeit seitdem wieder eine deutliche Aufwertung erfahren.

## Übersetzungen
Die erste Übersetzung ins Deutsche veröffentlichte Jakob Michael Reinhold Lenz unter dem lateinischen Titel Amor vincit omnia (Leipzig 1774). Vier Jahre später erschien das Drama als Der Liebe Müh ist umsonst im 4. Band der ersten vollständigen deutschen Shakespeare-Übersetzung von Johann Joachim Eschenburg (Straßburg/Mannheim 1778). Wieland übersetzte die Komödie nicht. In der Schlegel-Tieck-Ausgabe ist das Werk in einer Übersetzung von Wolf Heinrich Graf von Baudissin (Berlin 1839) unter dem Titel Liebes Leid und Lust enthalten. Neuere Übersetzungen stammen von Hans Rothe (Liebe leidet mit Lust, München 1963), Erich Fried (Verlorene Liebesmühe, Berlin 1989), Frank-Patrick Steckel (Verlorene Liebesmüh, Köln 2000) und Frank Günther (Verlorene Liebesmüh, Cadolzburg 2000). Ursula Sautter legte 1999 eine kommentierte Studienausgabe mit einer eigenen Prosaübersetzung vor.

## Adaptionen
Nicolas Nabokov schrieb nach einem Libretto von W. H. Auden und Chester Kallman eine gleichnamige Oper, die 1973 in Brüssel durch das Orchester der Deutschen Oper Berlin uraufgeführt wurde. Auch bei Thomas Manns Doktor Faustus findet sich eine Komposition seines Protagonisten, Adrian Leverkühn, mit dem Titel Love’s labour’s lost, welches wohl unübersehbar eine Reminiszenz an Shakespeare ist. Das mittellateinische Wort honorificabilitudinitatibus, in Love’s Labour’s Lost dem Witzbold Costard in satirischer Absicht in den Mund legt, ist das längste Wort im Gesamtwerk Shakespeares und galt lange als längstes Wort der englischen Sprache.

## Verfilmungen
- 1973: Liebe leidet mit Lust (Fernsehfilm; Regie: Oswald Döpke)
- 1985: Love’s Labour’s Lost (Fernsehfilm; Regie: Elijah Moshinsky)
- 2000: Verlorene Liebesmüh’ (Love’s Labour’s Lost; Regie: Kenneth Branagh)

## Textausgaben
Englisch
- Charlton Hinman, Peter W. M. Blayney (Hrsg.): The Norton Faksimile. The First Folio of Shakespeare. Based on the Folios in the Folger Library Collection. 2. Auflage. W. W. Norton, New York 1996, ISBN 0-393-03985-4.
- John Jowett, William Montgomery, Gary Taylor, Stanley Wells (Hrsg.): The Oxford Shakespeare. The Complete Works. 2. Auflage. Oxford University Press, Oxford 2005, ISBN 0-19-926718-9.
- Henry R. Woudhuysen (Hrsg.): William Shakespeare: Love Labours Lost. The Arden Shakespeare. Third Series. Methuen, London 1988, ISBN 1-904271-10-3.
- William C. Caroll (Hrsg.): William Shakespeare: Love’s Labour’s Lost. The New Cambridge Shakespeare. Cambridge University Press, Cambridge 2009, ISBN 978-0-521-29431-7.
- George Richard Hibbard (Hrsg.): William Shakespeare: Love’s Labour’s Lost. The Oxford Shakespeare. Oxford University Press, Oxford 1990, ISBN 0-19-953681-3.

Englisch-Deutsch
- Frank Günther (Hrsg.): William Shakespeare: Verlorene Liebesmüh. Zweisprachige Ausgabe. Deutscher Taschenbuch Verlag, München 2000, ISBN 3-423-12751-1.
- Ursula Sautter (Hrsg.): William Shakespeare: Love’s Labour’s Lost. Verlorene Liebesmüh. Englisch-deutsche Studienausgabe. Stauffenburg Verlag, Tübingen 1999, ISBN 3-86057-557-0.